# Liste du patrimoine immobilier classé de Ramillies
Cette page regroupe l'ensemble du patrimoine immobilier classé de la commune belge de Ramillies.
| Objet                                                                                               | Année de construction / Architecte | Adresse                                              | Section communale             | Coordonnées                      | Numéro d’inventaire | Illustration                                                               |
| --------------------------------------------------------------------------------------------------- | ---------------------------------- | ---------------------------------------------------- | ----------------------------- | -------------------------------- | ------------------- | -------------------------------------------------------------------------- |
| Tumulus (M) et terrains environnants (S)                                                            |                                    | Hottomont                                            | Grand-Rosière-Hottomont       | 50° 37′ 22″ nord, 4° 53′ 28″ est | 25122-CLT-0003-01   | Tumulus (M) et terrains environnants (S)                                   |
| Chapelle Saint-Feuillen, à l'exception de la sacristie                                              |                                    | Hédenge                                              | Autre-Eglise                  | 50° 40′ 26″ nord, 4° 54′ 21″ est | 25122-CLT-0004-01   | Chapelle Saint-Feuillen, à l'exception de la sacristie                     |
| Presbytère de l'église Saint-Hubert et dépendances (façades et toitures) (M) et alentours immédiats |                                    | Rue du Wayaux (S)                                    | Ramillies-Offus               | 50° 38′ 11″ nord, 4° 54′ 57″ est | 25122-CLT-0005-01   | Image manquanteTéléverser                                                  |
| Presbytère (façades et toitures) et mur d'enceinte                                                  |                                    | Rue de la Place (M) et alentours (S)                 | Autre-Eglise                  | 50° 39′ 48″ nord, 4° 55′ 30″ est | 25122-CLT-0006-01   | Presbytère (façades et toitures) et mur d'enceinte                         |
| Presbytère de l'église Saint-symphorien et annexe (façades et toitures)                             |                                    | Rue Louis Delvaux (M) et alentours (S) Petit-Rosière | Geest-Gérompont-Petit-Rosière | 50° 38′ 38″ nord, 4° 51′ 40″ est | 25122-CLT-0007-01   | Image manquanteTéléverser                                                  |
| L'église Notre-Dame (M) et alentours (S)                                                            |                                    |                                                      | Autre-Eglise                  | 50° 39′ 48″ nord, 4° 55′ 32″ est | 25122-CLT-0008-01   | L'église Notre-Dame (M) et alentours (S)                                   |
| L'église Saint-Jean-Baptiste                                                                        |                                    |                                                      | Huppaye                       | 50° 41′ 32″ nord, 4° 53′ 33″ est | 25122-CLT-0009-01   | L'église Saint-Jean-Baptiste                                               |
| L'église Saint-André et le mur du cimetière (M) ainsi que leurs abords (S)                          |                                    |                                                      | Mont-Saint-André              | 50° 39′ 18″ nord, 4° 51′ 49″ est | 25122-CLT-0010-01   | L'église Saint-André et le mur du cimetière (M) ainsi que leurs abords (S) |
| L'église Saint-Remy (M) et alentours (S)                                                            |                                    | Geest-Gérompont                                      | Geest-Gérompont-Petit-Rosière | 50° 38′ 49″ nord, 4° 52′ 50″ est | 25122-CLT-0011-01   | L'église Saint-Remy (M) et alentours (S)                                   |
| Fonts baptismaux de Molembais                                                                       |                                    | Molembais-Saint-Pierre                               | Huppaye                       | 50° 41′ 36″ nord, 4° 54′ 23″ est | 25122-CLT-0012-01   | Image manquanteTéléverser                                                  |
| L'église Notre-Dame du Rosaire                                                                      |                                    |                                                      | Bomal                         | 50° 40′ 05″ nord, 4° 52′ 25″ est | 25122-CLT-0016-01   | L'église Notre-Dame du Rosaire                                             |
| Le presbytère du XVIIe siècle                                                                       |                                    |                                                      | Bomal                         | 50° 40′ 08″ nord, 4° 52′ 26″ est | 25122-CLT-0019-01   | Le presbytère du XVIIe siècle                                              |
| Une partie des terrains environnants l'ancienne abbaye de la Ramée (Jauchelette/Jodoigne)(S)        |                                    |                                                      | Bomal                         | 50° 40′ 55″ nord, 4° 51′ 36″ est | 25122-CLT-0020-01   | Image manquanteTéléverser                                                  |
| Tumulus dit « Tombe d'Hottomont » ainsi que les terrains environnants                               |                                    | Hottomont                                            | Grand-Rosière-Hottomont       | 50° 37′ 22″ nord, 4° 53′ 28″ est | 25122-PEX-0001-04   | Tumulus dit « Tombe d'Hottomont » ainsi que les terrains environnants      |